# Grammonota trivittata
Grammonota trivittata är en spindelart som beskrevs av Banks 1895. Grammonota trivittata ingår i släktet Grammonota och familjen täckvävarspindlar. Utöver nominatformen finns också underarten G. t. georgiana.